# 17000 Medvedev
17000 Medvedev (1999 CV48) là một tiểu hành tinh vành đai chính được phát hiện ngày 10 tháng 2 năm 1999 bởi nhóm nghiên cứu tiểu hành tinh gần Trái Đất phòng thí nghiệm Lincoln ở Socorro.